# 프랑스의 대통령 선거
프랑스 대선은 프랑스의 대통령을 선출하는 선거이다. 프랑스 2월 혁명 이후 설립된 프랑스 제2공화국에서 대통령제가 처음 도입되어 대통령을 직선제로 선출했다. 샤를 루이 나폴레옹 보나파르트가 친위 쿠테타를 일으켜 황제를 선포했다가 쫓겨난 이후 설립된  프랑스 제3공화국과 프랑스 제4공화국에선 의회에서 선출하게 되었다. 프랑스 제5공화국이 출범하면서 대통령 직선제가 부활하였다.

## 선거제도
임기
임기는 5년이며, 1회 연임이 가능하다.
직접선거
프랑스 대통령은 국민의 직접선거로 선출된다.
- 1차 투표 : 유효표의 과반수 이상을 한 후보가 득표하는 경우 대통령으로 선출된다.
- 결선 투표 : 1차투표 과반수 득표자가 없는 경우(현재까지 대통령직선제 부활 이후 치러진 모든 선거에서 1차 과반득표자가 없었음), 1차 투표 다득표자 2인을 대상으로 결선 투표를 실시한다.[1]
- 선거권자 : 18세이상의 프랑스 시민이며, 선거인명부에 등재되어 있는 경우 선거권을 가진다.
- 피선거권자 : 선거권을 가진 18세이상의 프랑스 시민이며, 500명의 추천인(자치단체장, 유럽의회 의원, 프랑스 의회의원, 지방의회 의원 등 선출직 공직자)로부터 지지서명을 받을 수 있는 경우 입후보 할 수 있다.

## 기록
- 결선투표 최다 득표율 승리: 2002년 프랑스 대통령 선거.

## 같이 보기
- 프랑스의 선거